# Tratado de Londres (1827)
El Tratado de Londres para la pacificación de Grecia lo firmaron el 6 de julio de 1827 los representantes del Reino Unido, Francia y Rusia. Austria y Prusia, invitadas a las negociaciones que condujeron al pacto, se negaron a participar.
Este tratado concernía a Grecia, entonces en plena guerra de independencia contra el Imperio otomano. Su objetivo era poner fin al conflicto y al derramamiento de sangre. No obstante, contravenía los principios de la Santa Alianza, que de hecho debilitó. Efectivamente, implicaba el reconocimiento de un nuevo país (Grecia) y desbarataba así el equilibrio europeo establecido en el Congreso de Viena y del que la Santa Alianza era garante.
Este tratado reflejaba tanto el interés de Europa por la causa griega como la voluntad de cada uno de los países firmantes de estar presente en el Mediterráneo oriental con el fin de no entregar el dominio de la región a las dos otras potencias. Preveía la mediación de los tres firmantes con los beligerantes para hacer cesar las hostilidades.
Aceptado por Grecia pero rechazado por la Sublime Puerta, suscitó el envío de una flota británica, francesa y rusa,  para «mantener la paz». Una operación naval en el oeste del Peloponeso, encuadrada en la aplicación de este tratado, precipitó la batalla de Navarino. Para completar la aplicación de este tratado, Francia envió posteriormente una «fuerza de interposición» terrestre, que se conoce como la expedición de Morea.

## Circunstancias

El juramento de Aghia Lavra. Este cuadro de Theodoros Vryzakis conmemora el alzamiento del 25 de marzo de 1821.

En 1821, los griegos se alzaron contra la Administración otomana. Lograron al principio numerosas victorias y proclamaron la independencia en enero de 1822. Los triunfos griegos resultaron, empero, efímeros, en parte porque los insurgentes se dividieron rápidamente en facciones rivales que se enfrentaron en dos guerras civiles. El sultán había llamado también en su auxilio a su vasallo egipcio Mehmet Alí que, en 1824, despachó a Grecia a su hijo Ibrahim bajá con una flota y ocho mil soldados, a los que luego reforzó con otros veinticinco mil. La intervención de Ibrahim resultó decisiva para desbaratar a los insurrectos: reconquistó el Peloponeso en 1825; tomó Mesolongi en 1826 y se apoderó de Atenas en 1827. Ya no le quedaba entonces a Grecia sino Nauplia, Hidra y Egina.
La posición de las potencias europeas era entonces equívoca, igual que la de sus representantes en el Levante. El alzamiento griego, considerado liberal y nacional, no convenía al Imperio austríaco de Von Metternich, principal artífice de la política de la Santa Alianza. No obstante, Rusia, otro gendarme reaccionario de Europa, era favorable a la insurrección por solidaridad religiosa ortodoxa y por su interés geoestratégico en dominar los estrechos de los Dardanelos y del Bósforo. Francia, otro miembro activo de la Santa Alianza, mantenía una posición ambigua: los griegos, en efecto liberales, pero eran primeramente cristianos y su alzamiento contra los otomanos musulmanes podía parecer una nueva cruzada. El Reino Unido, país liberal, se interesaba sobre todo por la situación de la región debido a su relación con la ruta a la India, y deseaba por tanto poder ejercer un cierto control sobre ella.

## El protocolo de San Petersburgo

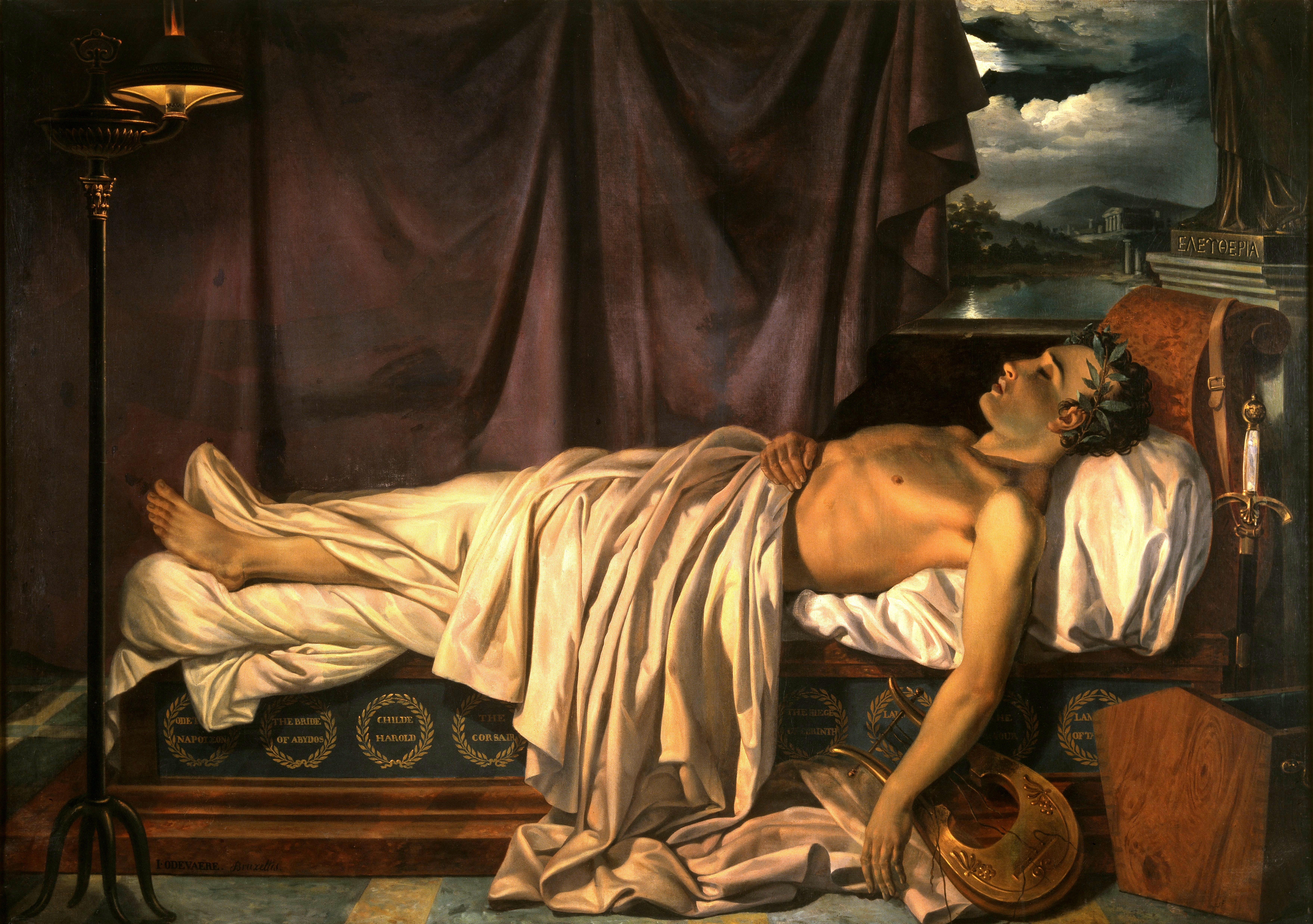
La muerte de lord Byron en Mesolongi.

La matanza de Quíos, la muerte de lord Byron y la caída de Mesolongi habían emocionado suficientemente a las opiniones públicas occidentales para que los Gobiernos se preocuparan, inquietud que se reflejó primero en acciones diplomáticas. Además, el mes de agosto de 1824, el Gobierno griego había solicitado al Reino Unido que interviniese con el fin de acabar con el conflicto. El 4 de abril de 1826 (24 de marzo del calendario juliano), Wellington, en San Petersburgo, firmó con Nesselrode y Lieven un protocolo anglo-ruso que preveía una mediación entre griegos y otomanos para solventarlo. El protocolo era el primer reconocimiento político de Grecia, cuyo nombre aparecía escrito por primera vez en un documento diplomático. Era también un primer desafío a la Santa Alianza, ya que esta, durante el Congreso de Verona, se había pronunciado contra las reivindicaciones griegas.
En julio de 1825, las instituciones griegas se dirigieron nuevamente al Gobierno británico con el fin de pedirle que intercediese ante el Imperio otomano. El protocolo de San Petersburgo, el cuatro de abril siguiente, concretó esta tentativa de mediación. El texto disponía que:
- Grecia, cuyo territorio sería definido posteriormente, quedaría como dependencia del Imperio otomano. Esta dependencia quedaría reflejada en el pago de un tributo anual. Asimismo, aunque los griegos tenían el derecho de disponer de sí mismos y de escoger su Gobierno, este tendría que contar con el beneplácito de la Sublime Puerta.
- Con el fin de evitar conflictos futuros, se realizaría algún tipo de intercambio de poblaciones y los griegos tendrían que adquirir las propiedades de los otomanos.
- Si el Imperio otomano rechazaba los términos del acuerdo, los embajadores británico y ruso en Constantinopla tendrían que continuar empleando su influencia para convencerlo de aceptarlos.
- Rusia y el Reino Unido no aprovecharían en ningún caso la situación para aumentar sus territorios.[7][5][6]

## Negociaciones

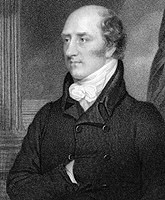
George Canning

Este protocolo, sin cláusulas militares, sirvió, a George Canning como base de las negociaciones siguientes con los demás países europeos, a los cuales se envió inmediatamente.

### Primeras reacciones
La primera reacción de Metternich fue esperar que el acuerdo anglo-ruso «naciese muerto, fuese un brindis al sol» y alegrarse de que no incluyese cláusulas militares. Trató entonces con Francia, a la que comunicó por medio de su embajador que el protocolo iba en contra de la Santa Alianza y amenazaba el equilibrio europeo establecido en 1814-1815. Por su parte, Canning hizo todo lo posible para conseguir el respaldo francés. El texto del protocolo se comunicó oficialmente al Gobierno francés el 10 de agosto de 1826, aunque el Times lo había publicado ya a mediados de abril. En septiembre de 1826, parecía cada vez más probable que el intento de mediación anglo-ruso iba a fracasar cuando Carlos X comenzó a manifestar interés personal en la causa griega. Convino con su almirante Henri de Rigny, destinado en el Egeo, que las potencias occidentales tendrían que intervenir para lograr la pacificación de Grecia. A finales de septiembre, Canning llegó a París en visita privada. Se reunió sin embargo largamente con Villèle, el presidente del Consejo de Ministros. También se le invitó frecuentemente a cenar de modo informal en las Tullerías con Carlos X. El caso griego se trató, entre otras cuestiones. Francia consintió en adherirse al protocolo de San Petersburgo siempre y cuando los austríacos, así como los prusianos, lo aceptasen también, es decir, que su aplicación se hiciera en el marco de la Santa Alianza. El Imperio otomano por su parte rechazó el protocolo, en el cual no veía sino la mano de Canning, e indicó: «nuestros asuntos nos conciernen únicamente a nosotros y a nadie más». Para los otomanos, en efecto, la insurrección griega seguía siendo un problema interno del imperio.

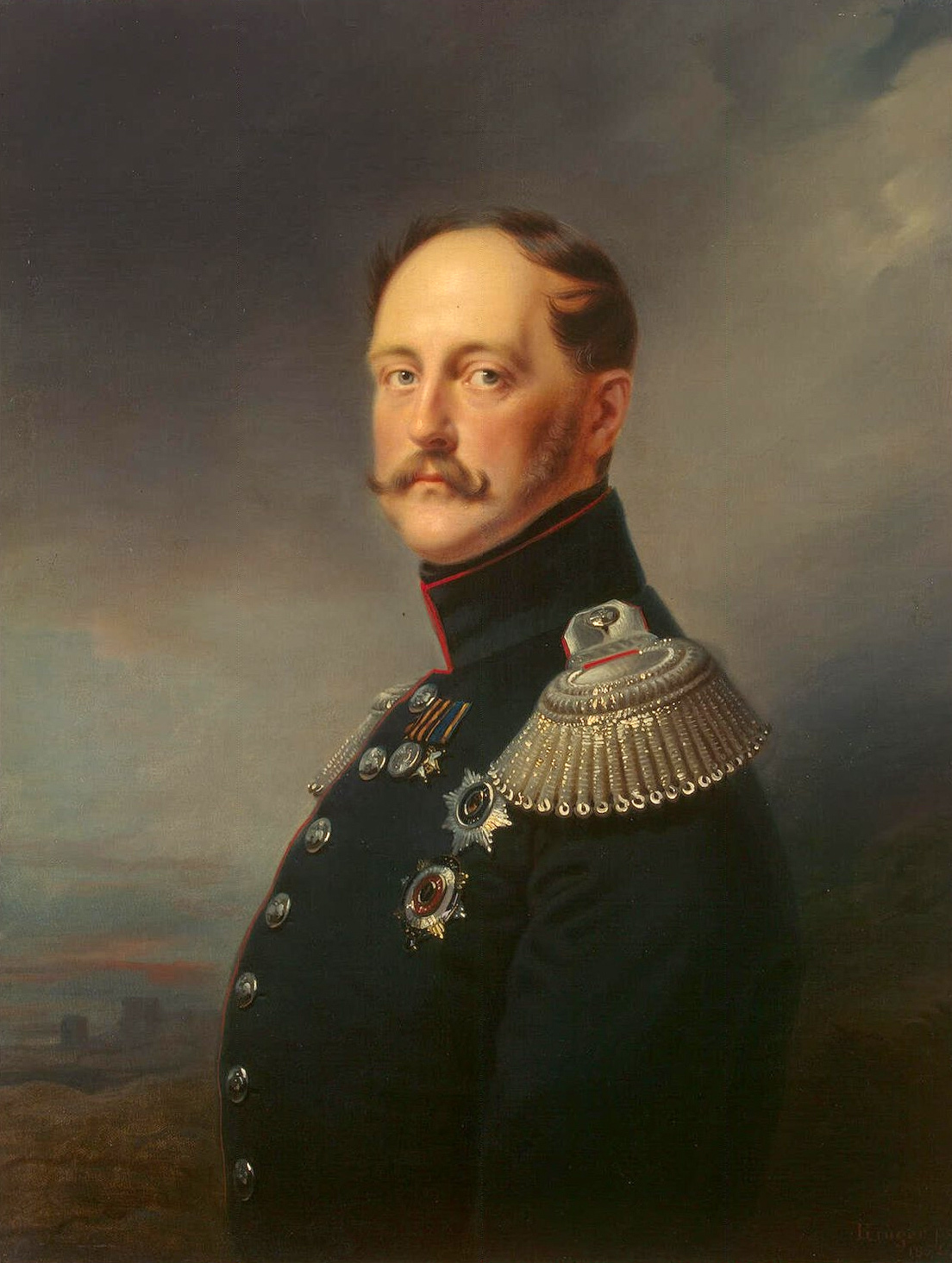
El zar Nicolás I de Rusia.

Rusia acrecentó la presión sobre el Imperio otomano mediante la Convención de Akkerman cuya firma Nicolás I había impuesto prácticamente a los otomanos, el 7 de octubre de 1826. El zar parecía querer acelerar los acontecimientos y, sobre todo, no ceder en nada. Canning sugirió amenazar a la Sublime Puerta con la llamada a consultas de los embajadores y el reconocimiento oficial de Grecia. Los rusos, empero, querían un acuerdo que no solo incluyese una mera amenaza de retirar los embajadores de Constantinopla, sino que contuviese también la posibilidad de emprender una intervención militar. Se convocó una conferencia de diplomáticos ingleses, rusos y franceses en Londres para discutirlo. El 18 de diciembre, Francia había anunciado que rubricaba el protocolo. La Austria de Metternich, en vez de rechazar todo en bloque y encontrarse así excluida del proceso, quizá de tener incluso que presenciar la desaparición de la Santa Alianza, decidió seguir las negociaciones y ralentizarlas todo lo posible. Prusia adoptó el punto de vista austriaco.

### Proyectos

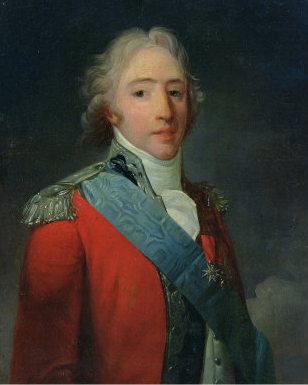
El rey Carlos X de Francia.

Los meses que siguieron se dedicaron al retoque del acuerdo, labor que conllevó continuas visitas a las tres capitales. Cada una de las potencias deseaba estar presente en las negociaciones, pues cada una temía a las otras dos y creía correr el riesgo de ser expulsada por ellas del Mediterráneo oriental. Francia propuso un borrador de tratado (y ya no de protocolo) el 28 de diciembre de 1826. Se inspiraba claramente en el texto del protocolo de San Petersburgo, pero añadía las ideas de Canning: la amenaza de llamar a consultas a los embajadores, e incluso de reconocer oficialmente a Grecia en caso de que los otomanos rechazasen de la mediación. La propuesta francesa no incluía ninguna mención de recurrir a la fuerza. La idea era obtener el apoyo británico al tiempo que se tranquilizaba a Austria. No obstante, Rusia exigió en una contrapropuesta presentada en enero de 1827, un verdadero calendario de represalias contra Constantinopla: cuándo retirar los embajadores, cuándo reconocer a Grecia y, sobre todo, qué hacer si los otomanos persistían en rechazar la mediación. El proyecto francés descartaba la guerra; el ruso la devolvía a la mesa de negociaciones. Canning declaró a finales de febrero que el proyecto ruso era «más positivo» que el francés y que iba a tratar de conciliar ambos en un nuevo borrador. Este, redactado con Lieven, el embajador ruso, partía del principio que Austria no lo aceptaría. Por tanto, no se la tuvo en cuenta a partir de entonces, justo cuando Metternich sugería que se aclarase primero qué contingentes participarían en una hipotética intervención armada. París anunció entonces (para no quedar rezagada) que compartía la posición de Rusia y Reino Unido, abandonando toda preocupación por la actitud de Prusia y Austria.
Los acontecimientos se aceleraron después de la toma de posesión de Canning como primer ministro el 12 de abril de 1827 y luego con la toma de Atenas el 5 de junio por las tropas otomanas. El Gobierno de Canning se constituyó a finales de abril; el 11 de mayo, un borrador de proyecto estaba listo y fue aceptado por el Gobierno británico el 22 de mayo. Sus artículos eran prácticamente los mismos que los del tratado definitivo. Casi idéntico al protocolo de San Petersburgo y al proyecto francés, contenía un artículo más, al principio secreto, inspirado en el proyecto ruso, que concedía un mes al Imperio otomano para aceptar la mediación; si no lo hacía, se llamaría a consultas a los embajadores, se reconocería oficialmente a Grecia y se implantaría un bloqueo naval. El 1 de junio, Carlos X dio el visto bueno al documento. El 6 de junio, Metternich anunció sus reservas, similares las que había expresado con respecto al protocolo de San Petersburgo. Surgieron dificultades de última hora debidas al embajador francés Polignac, que advirtió que el bloqueo previsto en el documento aprobado contravenía una ley británica que defendía la libertad total de comercio. Se consultó entonces el parecer de algunos juristas sobre la validez del plan. Mientras, la flota de interposición rusa zarpó del puerto de Kronstadt; se informó de ello el 6 de julio a los negociadores reunidos en Londres. Por fin, se decidió pasar inmediatamente el documento a la firma eliminando toda referencia al bloqueo; la cláusula que lo mencionaba se sustituyó por otra que concedía libertad a los almirantes de las flotas de interposición para emplear los medios que juzgasen oportunos para cumplir su misión.

## Tratado
Las negociaciones concluyeron en julio de 1827; Francia, Gran Bretaña y Rusia firmaron el 6 de julio en Londres un tratado. Los firmantes fueron Jules de Polignac (representante francés), John Dudley (británico) y el príncipe de Lieven (ruso). El texto oficial era prácticamente igual al protocolo de San Petersburgo. Carlos X lo ratificó el 13 de julio.

### Causas
La primera de las causas que se emplearon para justificar como necesaria la intervención de las potencias fue el problema de la libertad de comercio, que el conflicto obstaculizaba. Los firmantes lamentaban el tener que emplear flotas para asegurar esta libertad y la seguridad de sus súbditos. La segunda concernía la suerte de las poblaciones griegas y la necesidad de intervenir para acabar con el derramamiento de sangre y todos los males relacionados con la guerra. El texto preveía que, una vez rubricado el armisticio, el conflicto se resolvería de la siguiente manera:
- Grecia, cuyo territorio sería definido posteriormente, quedaría como dependencia del Imperio otomano. Esta dependencia quedaría fijada en el pago de un tributo anual. Asimismo, aunque los griegos tenían el derecho de disponer de sí mismos y de escoger su gobierno, este tendría que ser aprobado por la Sublime Puerta.
- Con el fin de evitar conflictos futuros, tendría lugar algún tipo de intercambio de poblaciones y los griegos tendrían que adquirir las propiedades otomanas.
- Las potencias firmantes no deberían en ningún caso aprovechar la situación para obtener territorios. En cambio, serían las garantes de todo acuerdo firmado entre los beligerantes.[20][21]

No obstante, esta vez sí que se previó imponer sanciones, en una cláusula secreta que publicó el 13 de julio el Times. Esta cláusula preveía que, en caso de rechazo del Imperio otomano, las potencias reconocerían de hecho a Grecia enviando cónsules y se interpondrían entre los beligerantes.

### Anexos

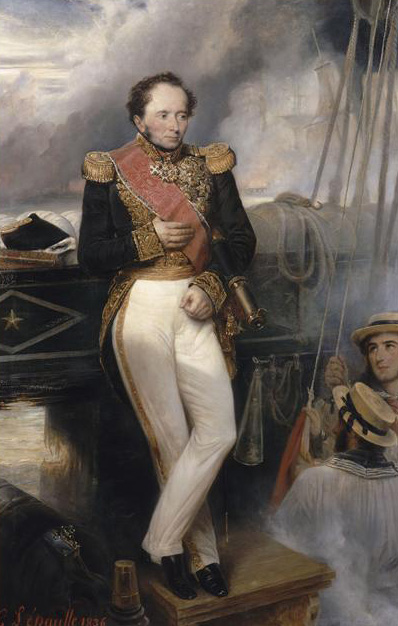
Henri de Rigny, el almirante de la flota francesa de interposición.

Una serie seis anexos (A a F), fechados el 12 de julio, se adjuntaron al tratado. Los anexos A, B y C estaban dirigidos a los embajadores de los países firmantes acreditados en Constantinopla. Explicaban cómo el tratado tenía que presentarse a la Sublime Puerta, que tendría un mes (reducido a quince días después de la filtración en el Times) para aceptar la mediación. Si la rechazaba, los embajadores deberían, siempre manteniéndose moderados y conciliadores, insistir en el hecho de que las potencias se verían en la obligación de imponer el armisticio por la fuerza. Los anexos D, E y F estaban dirigidos a los almirantes de las potencias que tenían que presentar el tratado a los griegos insurrectos. Si estos lo aceptaban, los almirantes debían (anexo D) «tomar las medidas oportunas y expeditivas para poner fin a las hostilidades y al derramamiento de sangre». Si la Sublime Puerta rechazaba el tratado (los almirantes estaban al tanto de las gestiones de los embajadores), los almirantes tendrían que «utilizar todos los medios […] para obtener un armisticio inmediato» y organizar escuadras encargadas de impedir todo refuerzo turco o egipcio a las fuerzas desplegadas por el imperio en Grecia, aunque la violencia quedaba como último recurso por si los otomanos se empeñaban en tratar de forzar el bloqueo. Para el resto de casos no previstos en las instrucciones, los almirantes contaban con permiso para obrar según su parecer. Estas instrucciones se les enviaron el 26 de julio.

## Consecuencias
Canning no pudo presenciar el resultado del tratado del que había sido artífice principal: falleció el 8 de agosto.

### Acciones ante los beligerantes

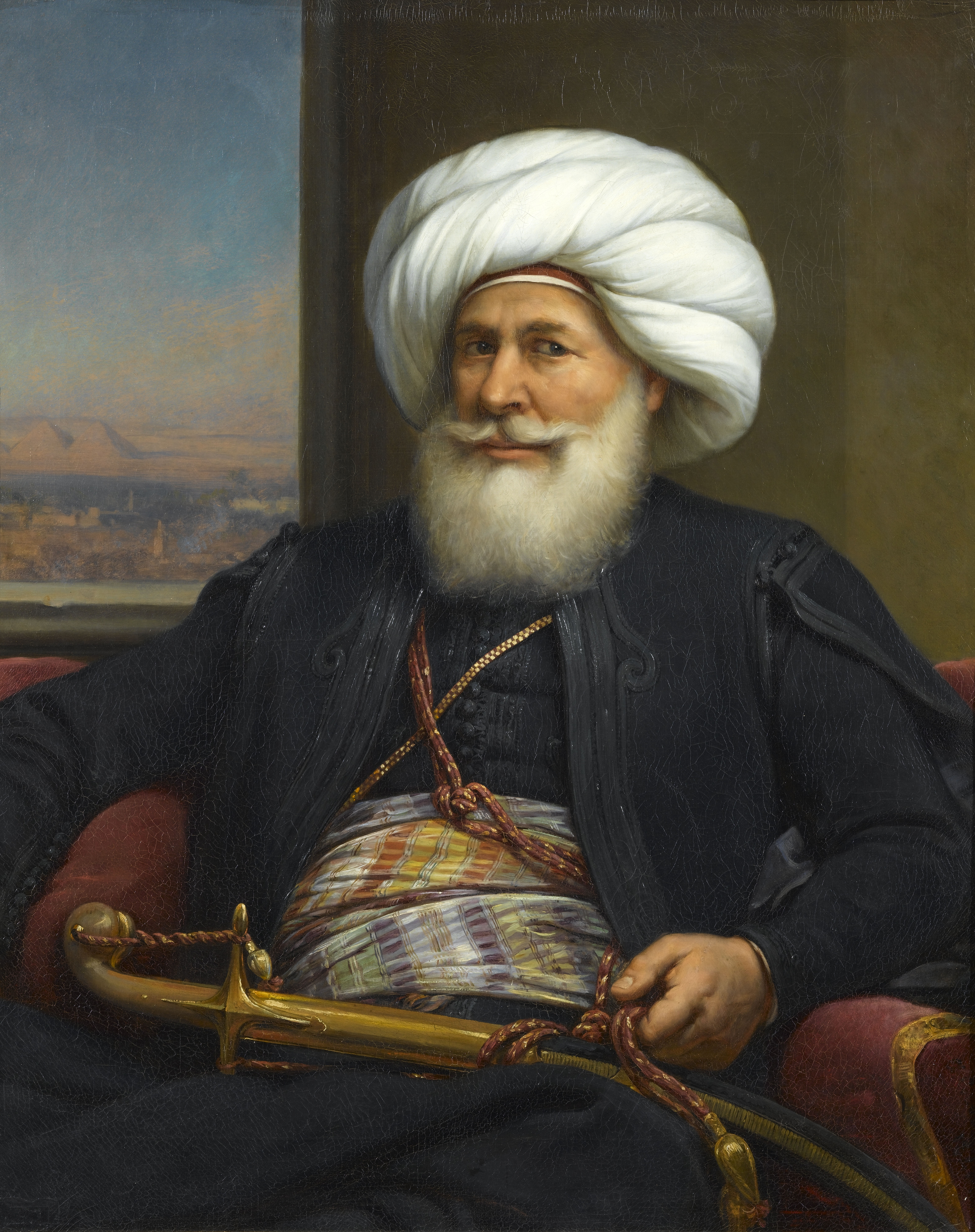
Mehmet Alí, virrey de Egipto.

Ibrahim bajá había sido enviado a Grecia por su padre Mehmet Alí a instancias del sultán. Un emisario especial, el mayor J. H. Cradock, acudió ante el virrey de Egipto para sugerirle que se mantuviese neutral. Las cancillerías europeas sabían que una flota turco-egipcia destinada a reforzar a Ibrahim bajá se hallaba reunida en Alejandría. Pero Cradock llegó a Egipto el 8 de agosto, tres días después de que hubiese zarpado la flota hacia el norte. Se hicieron empero dos nuevos intentos para solicitar a Mehmet Alí que ordenase el regreso de la escuadra. Este no podía permitírselo, no obstante, sin romper definitivamente las relaciones con el sultán. Así, la flota se unió a Ibrahim bajá en la bahía de Navarino.
El 9 de junio, el Imperio otomano comunicó que se negaría a aceptar toda tentativa de mediación y armisticio presente y futura. El Tratado de Londres no cambió nada. Además, las flotas francesa y británica presentes en Mediterráneo oriental no eran entonces lo suficientemente fuertes como para impresionar a la Sublime Puerta y obligarla a aceptar los términos del tratado. El 16 de agosto, el texto de este se presentó oficialmente al Reis-Effendi, el ministro de Asuntos Exteriores otomano. El 30 de agosto, sin embargo, este negó haber recibido documento alguno. En cambio, informado el 2 de septiembre, el Gobierno griego aceptó el armisticio al día siguiente, a pesar de las reticencias de sus jefes militares filohelenos Richard Church y Thomas Cochrane, que acababan de emprender una operación conjunta terrestre y naval.

### Intervenciones armadas

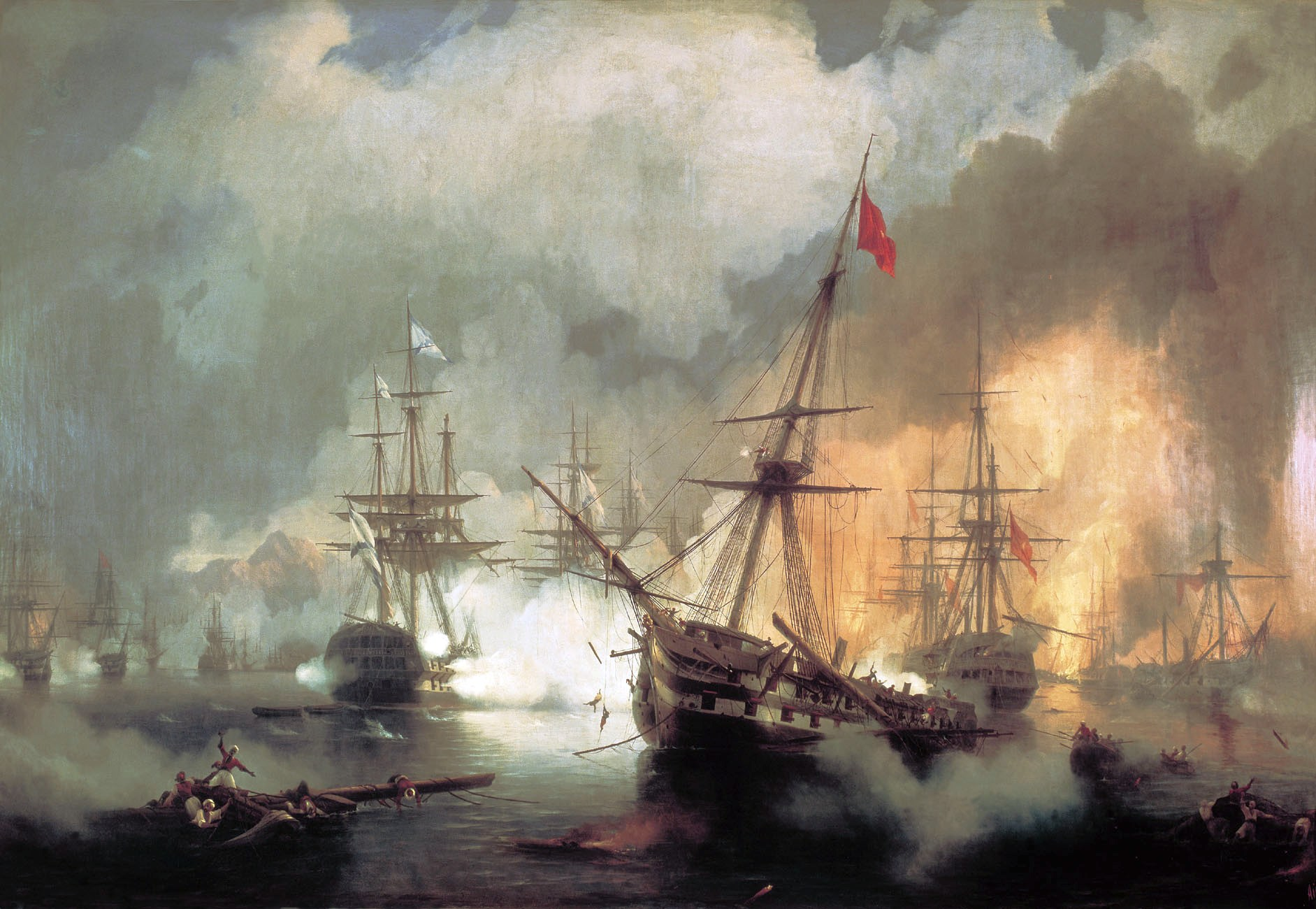
La batalla de Navarino.

Como estaba previsto, las flotas británica, rusa y francesa se interpusieron para hacer cesar las hostilidades. El 25 de septiembre, Edward Codrington y Henri de Rigny, los almirantes británico y francés, se encontraron con Ibrahim bajá en Navarino, donde anclaba la flota turco-egipcia antes de emprender un ataque contra Hidra. Ibrahim Bajá convino en suspender todas las operaciones hasta el momento en que recibiese nuevas órdenes de Alejandría o Constantinopla. Al mismo tiempo, existía una operación conjunta de las fuerzas terrestres y navales griegas que tenía como objetivo reconquistar Mesolongi. El almirante británico Codrington neutralizó pacíficamente la flota griega y prohibió la operación terrestre. Cuando Ibrahim bajá intentó marchar hacia el golfo de Corinto con una escuadra de cuarenta y ocho naves, fue interceptado por Codrington. Las dos flotas se persiguieron durante tres días, del 4 al 6 de octubre, en torno a la isla de Zante, en medio de una tempestad. Codrington consiguió obligar a Ibrahim bajá a volver a Navarino después de haber abatido a cañonazos algunos mástiles de las naves otomanas.
Con el fin presionar definitivamente a la flota turco-egipcia de Ibrahim bajá y obligarla a evacuar Grecia, la escuadra de las potencias firmantes del tratado entró en la bahía de Navarino el 20 de octubre de 1827. Un disparo de una nave otomana desencadenó la imprevista batalla de Navarino, que libraron naciones que no estaban en guerra.
La guerra ruso-turca de 1828-1829 planteó a continuación un problema diplomático: contravenía el Tratado de Londres, que estipulaba que ninguno de los firmantes buscaba acrecentar su territorio. El ministro de Asuntos Exteriores británico, John Dudley, indicó al príncipe Lieven, embajador ruso en Londres desde el mes de marzo, que Rusia debía actuar en la contienda de manera que se atuviese al acuerdo y se mantuviese dentro de los límites previstos por este. En abril, escribió al embajador francés, el príncipe de Polignac, en un intento de aclarar la política rusa. Le propuso negociar los puntos del tratado que todavía no estaban definidos claramente: las fronteras de la futura Grecia, el importe del tributo anual que esta debía desembolsar, las compensaciones por las propiedades turcas «helenizadas» y el modo en el que el sultán intervendría en la política interior de la futura Grecia. Dudley sugería incluir a los griegos en esta negociación. El 2 de julio de 1828, comenzó una primera serie de negociaciones sobre estos diferentes puntos en las que participaron los embajadores de las potencias en Constantinopla. Estos debían asimismo consultar a los griegos. Se sugirieron diversas fronteras. Finalmente, los embajadores, reunidos en Poros entre septiembre y diciembre de 1828, acordaron que la frontera siguiese el trazado Arta-Volos.
En el marco de la aplicación del tratado, en julio de 1828, Francia sugirió que tropas anglo-francesas realizasen una invasión del Peloponeso con el fin de expulsar a Ibrahim bajá. Wellington, nuevo primer ministro británico, rechazó la participación de su país en tal acción. Lo asimilaba efectivamente a un intento de conquista de Grecia, y consideraba que contravenía el propio tratado. Se contentó con enviar refuerzos navales. Francia quedó de esta manera sola en la organización de la expedición de Morea.
La batalla de Navarino y la expedición de Morea obligaron a las tropas de Ibrahim bajá a evacuar Grecia, pero la guerra de independencia continuó entre las tropas turcas y griegas. La guerra ruso-turca fue una nueva etapa de la independencia de Grecia, que concluyó con un nuevo Tratado de Londres, el de 1830.
La Sublime Puerta acabó por aceptar el Tratado de Londres el 11 de septiembre de 1829: en el artículo 10 del Tratado de Adrianópolis que puso fin a la guerra ruso-turca, declaraba «su entera adhesión a las estipulaciones del tratado concluido en Londres el 6 de julio de 1827». El Tratado de Adrianópolis se completó con una conferencia celebrada en Londres en febrero de 1830. Los dos textos, el de 1829 y el de 1830, anularon el Tratado de Londres de 1827, al proclamar la independencia de Grecia con la garantía de las tres potencias firmantes.